# Svend Aage Castella
Pour les articles homonymes, voir Castella.
Svend Aage Castella, né le 15 mars 1890 à Copenhague et mort le 28 novembre 1938 dans la même ville, est un footballeur international danois. Il évoluait au poste de défenseur.

## Biographie

### En club
Svend Aage Castella est joueur du Kjøbenhavns Boldklub de 1907 à 1924,.
Avec ce club, il est sacré champion du Danemark à cinq reprises en 1913, 1914, 1917, 1918 et en 1922.

### En équipe nationale
International danois, Svend Aage Castella dispute 13 rencontres en sélection pour un but marqué,.
Il dispute son premier match en sélection le 21 octobre 1911 contre l'Angleterre en amical (défaite 0-3 à Londres)
Il fait partie de l'équipe du Danemark médaillée d'argent aux Jeux olympiques de 1912 mais il ne dispute aucun match durant le tournoi.
Lors d'un match contre la Norvège le 19 septembre 1915, il inscrit son unique but sur pénalty dans le cadre d'une victoire 8-1 à Copenhague.
Il dispute son dernier match en sélection le 15 octobre 1916 contre la Norvège toujours en amical (victoire 8-0 à Copenhague).

## Palmarès

### En club
Kjøbenhavns Boldklub
- Championnat du Danemark :
  - Champion : 1912-13, 1913-14, 1916-17, 1917-18 et 1921-22.

### En sélection
Danemark
- Jeux olympiques :
  -  Argent : 1912.